# Juan Roig

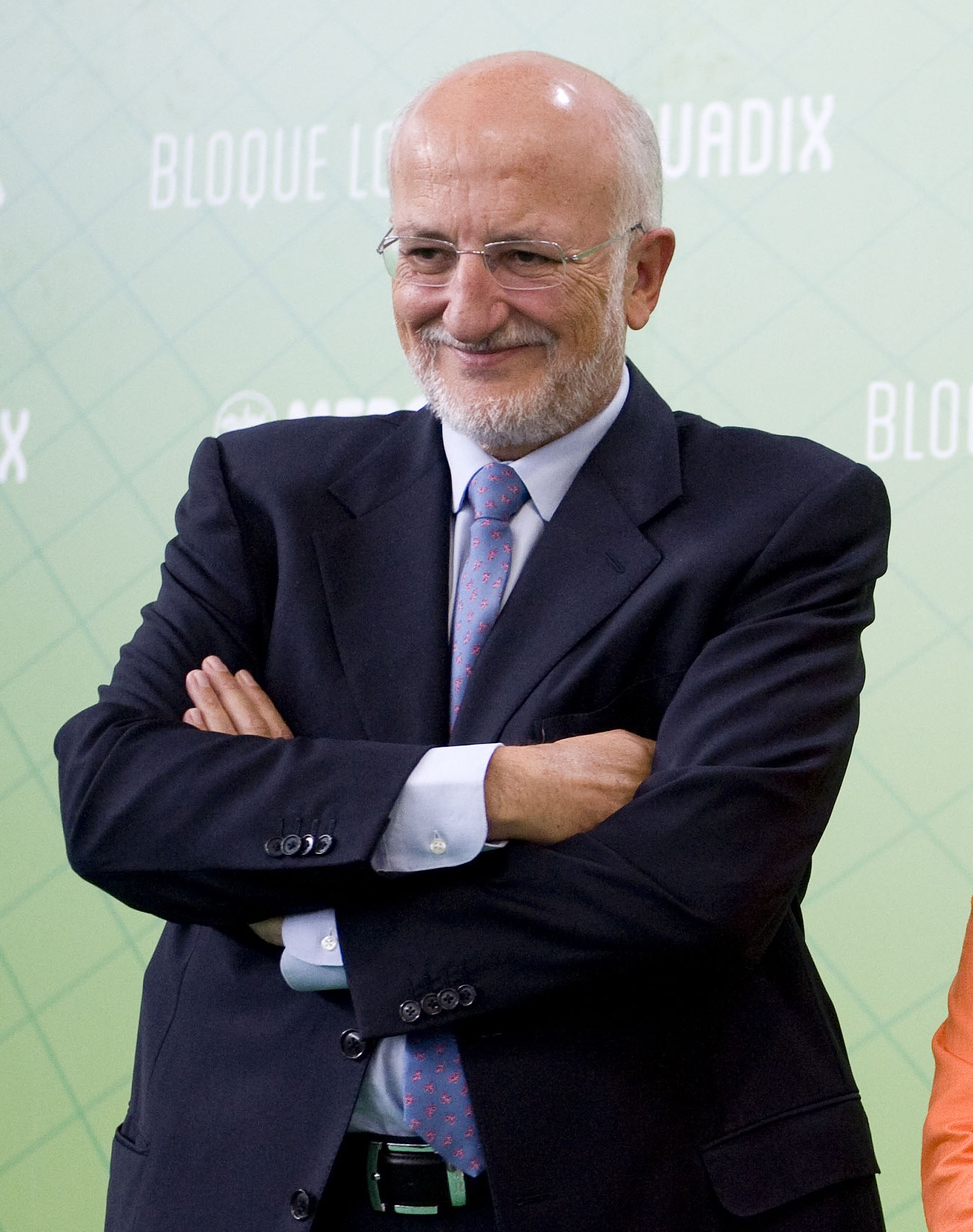
Juan Roig (2013)

Juan Roig Alfonso (* 8. Oktober 1949 in Valencia) ist ein spanischer Unternehmer und Präsident der Supermarktkette Mercadona.

## Leben
Roig wurde 1949 geboren und ging auf eine Jesuitenschule, dann auf ein Internat und danach an die Universität Valencia, wo er Ökonomie studierte. Seine Eltern führten eine Kette von acht Metzgereien (Cárnicas Roig) in La Pobla de Farnals, die später zu Lebensmittelgeschäften umgewandelt wurden. Mit drei seiner fünf Brüder kaufte Juan Roig die Läden 1981 von seinen Eltern. Seine Brüder bezahlte er 1991 größtenteils aus und machte aus den Läden die Supermarktkette Mercadona, die 2016 ca. 1.600 Filialen in ganz Spanien unterhielt. Als Erfolgsgeheimnis der Kette gilt die kostensenkende Arbeitsweise und eine Niedrigpreisstrategie.
An der Universität lernte er Hortensia Herrero kennen und heiratete sie 1973. Gemeinsam haben sie vier Kinder. Neben seiner Tätigkeit als Geschäftsmann trat er als Mäzen des Basketballvereins Valencia Basket Club auf.

## Vermögen
Forbes Magazine schätzte sein Vermögen für 2019 auf 3 Milliarden US-Dollar, womit er eine der reichsten Personen in Spanien war. Dies ist der geschätzte Wert der 78 %igen Beteiligung an Mercadona, die er und seine Frau gemeinsam besitzen. Da die Anteile an Mercadona jedoch nicht öffentlich notiert sind, ist die Zahl spekulativ.